# Jero (chanteur)
 (août 2012).
Si vous disposez d'ouvrages ou d'articles de référence ou si vous connaissez des sites web de qualité traitant du thème abordé ici, merci de compléter l'article en donnant les références utiles à sa vérifiabilité et en les liant à la section « Notes et références ».
Jero (ジェロ), de son vrai nom Jerome Charles White, Jr., né le 4 septembre 1981 à Pittsburgh aux États-Unis, est un chanteur de enka exerçant au Japon depuis 2008. Il est connu pour être le premier Noir à interpréter ce registre traditionnel et populaire de chant.

## Biographie
Jerome Charles White, Jr. est né d'un père afro-américain et d'une mère afro-américaine avec des origines japonaises, et a grandi à Pittsburgh, dans l'État de Pennsylvanie aux États-Unis. Il tiendrait pour l'enka une passion depuis l'enfance, à travers sa grand-mère maternelle originaire de Yokohama.
Il se rend au Japon pour la première fois à quinze ans, à travers un programme d'échange. Il sort diplômé de l'université de Pittsburgh en 2003, avec pour spécialité les sciences de l'information. Il décide alors de déménager au Japon, où il travaille un temps en tant que professeur d'anglais dans une école privée à Wakayama. Il est toutefois repéré à travers des concours de chant et de karaoké, ainsi que par les auditions qu'il passe. En 2008, il devient célèbre à travers son premier single, Umi-Yuki (ja).